# クズが聖剣拾った結果
『クズが聖剣拾った結果』（クズがせいけんひろったけっか）はくさかべかさくによる日本のライトノベル。イラストはAnmi。電撃文庫（アスキー・メディアワークス）より2014年7月から2015年9月まで全4巻が刊行された。

## 概要
作者のデビュー作。今作は電撃大賞の受賞作ではなく完全な書き下ろしとなっている。

## 登場人物

### 主要人物
苅羽 未知（かりば みち）
本作の主人公。中学時代の片思いが元で起きた不遇な出来事により高校に入ってからも、大きな変化を見いだせず、ただ過ぎる日々に身を任せたが、麻央との出逢いから異世界の騒動に関わる事になる。
名前の「未知」は未知数（不明なこと）を意味するXと名字の「苅羽」と合わせてエクスカリバーとなる（偶然ではなく母親が強く育つようにと意図的につけた模様）。
来栖 麻央（くるす まお）
メインヒロイン。年齢より幼い顔立ちとグラマー体型を併せ持つも、ファンタジーに憧れるあまり、誤った幻想学知識を振り撒く残念美少女。将来の夢は女勇者。
異世界から流れ着いた本物の勇者の血を引き、シュトラールを扱えるほど高い魔力を有する。
和佐 単（かずさ ひとえ）
本作のヒロインの一人。中学時代より未知に片思いしていたが、彼は当時の事は覚えていない。周囲との孤立を避けようと優等生の仮面を被っていたため、問題児と後ろ指を指されながらも思うまま生き、未知とも親しくなっていた麻央に(女性としての発育も含めて)蔑視と嫉妬に近い感情を抱く。
魔王の血を引くため、来栖と同様に聖剣（魔剣）を扱える。
毒島 ナナ（ぶすじま なな）
本作のヒロインの一人。中学時代に未知にあるトラウマを残した張本人であり、彼と長らく距離を置いていた。高校に入学後、別人と見紛う程に容姿端麗な美少女となって再会した。
実は異世界の魔法使いであり、ある危険な魔法の儀式を進めていたためにニムエ達から捕縛対象となっていた。

### 地球
鈴木さん
フルネーム未登場。未知の初恋の人であったが彼女の友人でもあったナナの行動が原因で想いが伝えられる事なく終わった。
所謂、高校デビューを計ってギャル路線で学生生活を満喫している。校内ではみだしもの扱いの麻央や単に偏見なく接する出来た女性だったため、未知とも（彼の恋愛対象から外れたとはいえ）気兼ねなく話せる良き友として彼を後押しする。
鈴木さんの取り巻き

### 異世界人
ニムエ・ニコルズ
魔力管理部聖剣課の女性職人。
メルラン・メルクル
女性職員。
パルジファル・ペルファル
35歳。

## 用語
異世界

エルフェン

ヘルディア

聖剣

シュトラール

魔剣

## 既刊一覧
- くさかべかさく（著）・Anmi（イラスト）、アスキー・メディアワークス〈電撃文庫〉、全4巻
  - 『クズが聖剣拾った結果』、2014年7月10日発売[4]、ISBN 978-4-04-866709-8
  - 『クズが聖剣拾った結果2』、2014年11月8日発売[5]、ISBN 978-4-04-869068-3
  - おまけ短編「クズがお化け屋敷行った結果」（初出：電撃文庫マガジン Vol.39（2014年9月号）掲載）
  - 『クズが聖剣拾った結果3』、2015年4月10日発売[6]、ISBN 978-4-04-865053-3
  - おまけ短編「クズが買い物した結果 ――初対面未満の日――」（初出：とらのあな1巻購入特典[7]／電撃文庫マガジン Vol.41（2015年1月号）掲載）
  - 『クズが聖剣拾った結果4』、2015年9月10日発売[8]、ISBN 978-4-04-865383-1
  - おまけ短編「クズが球技大会に挑んだ結果」（初出：電撃文庫マガジン Vol.43（2015年5月号）掲載）

### 読み切り（文庫未収録）短編
- ニコニコスペシャル短編「異世界製RPGで遊んだ結果」[9]
  1. 初心者の館!編
  2. 姉が病気なの!編
  3. よく来たな勇者!編